# Brunori Sas
Brunori Sas, pseudonimo di Dario Brunori (Cosenza, 28 settembre 1977), è un cantautore, compositore, produttore discografico e polistrumentista italiano.
Iniziando la propria carriera come produttore indipendente, Brunori Sas ha pubblicato sei album in studio solisti, venendo riconosciuto con due Targhe Tenco,  parallelamente ha scritto e composto quattro colonne sonore, tra cui due film del trio comico Aldo, Giovanni e Giacomo Odio l'estate (2020) e Il grande giorno (2022), vincendo per la prima volta il Nastro d'argento alla migliore colonna sonora.
Nel corso della sua carriera ha inoltre curato la produzione artistica per Maria Antonietta e Dimartino, oltre che collaborato con Francesco Guccini, Gianluca de Rubertis ed Elisa, recitato in due film e condotto il programma televisivo Brunori Sa per Rai 3.

## Biografia
Ultimo di tre fratelli, Dario Brunori nasce a Cosenza il 28 settembre 1977 e trascorre l'infanzia prima a Santa Caterina Albanese (più precisamente nella frazione di Joggi) e poi a Guardia Piemontese, località sempre nel cosentino. Diplomato ragioniere, frequenta l'Università degli Studi di Siena dove consegue la laurea in Economia e Commercio. Il suo nome d'arte è un omaggio all'impresa edile omonima di suo padre Bruno, che ha coperto le spese di realizzazione delle prime incisioni. Fu anche fonte d'ispirazione per molti dei brani contenuti nel primo album.

### Gli inizi
Esordisce discograficamente nel 2003 con il collettivo virtuale italo-svizzero Minuta, con cui firma tre brani in altrettante compilation tematiche. Nel 2005 fonda con Matteo Zanobini e Francesca Storai la dream-pop band Blume, con cui pubblica l'album In tedesco vuol dire fiore, il cui video viene premiato nel 2006 da una giuria di esperti in occasione del Meeting delle etichette indipendenti.
Sempre nel 2005 con Matteo Zanobini scrive e interpreta la indie-hit 90210, un divertissement sulla serie tv Beverly Hills 90210 a nome di The Minnesota's e diventa autore di canzoni e musiche per alcune serie d'animazione televisive, collaborando attivamente con Andrea Zingoni, per le serie di Gino il pollo, Le ricette di Arturo e Kiwi e Dixiland.

### 2009-2010:Vol. 1
Nel giugno 2009 pubblica il suo album d'esordio Vol. 1, composto da brani semplici e diretti. Il disco si aggiudica il Premio Ciampi 2009 come "Miglior disco d'esordio".
Accompagnato da Simona Marrazzo (cori e percussioni), Dario Della Rossa (piano e tastiere), Mirko Onofrio (sax e fiati) e Massimo Palermo (batteria), promuove l'album con un tour di oltre 140 date che lo porta a vincere il premio di KeepOn Live come "Personaggio live della stagione". Uno dei brani del disco, Paolo, diventa la sigla - sebbene con il testo rielaborato - del cartone animato Dixiland in onda su Rai Yoyo.

### 2011-2013:Vol. 2 - Poveri CristiedÈ nata una star?

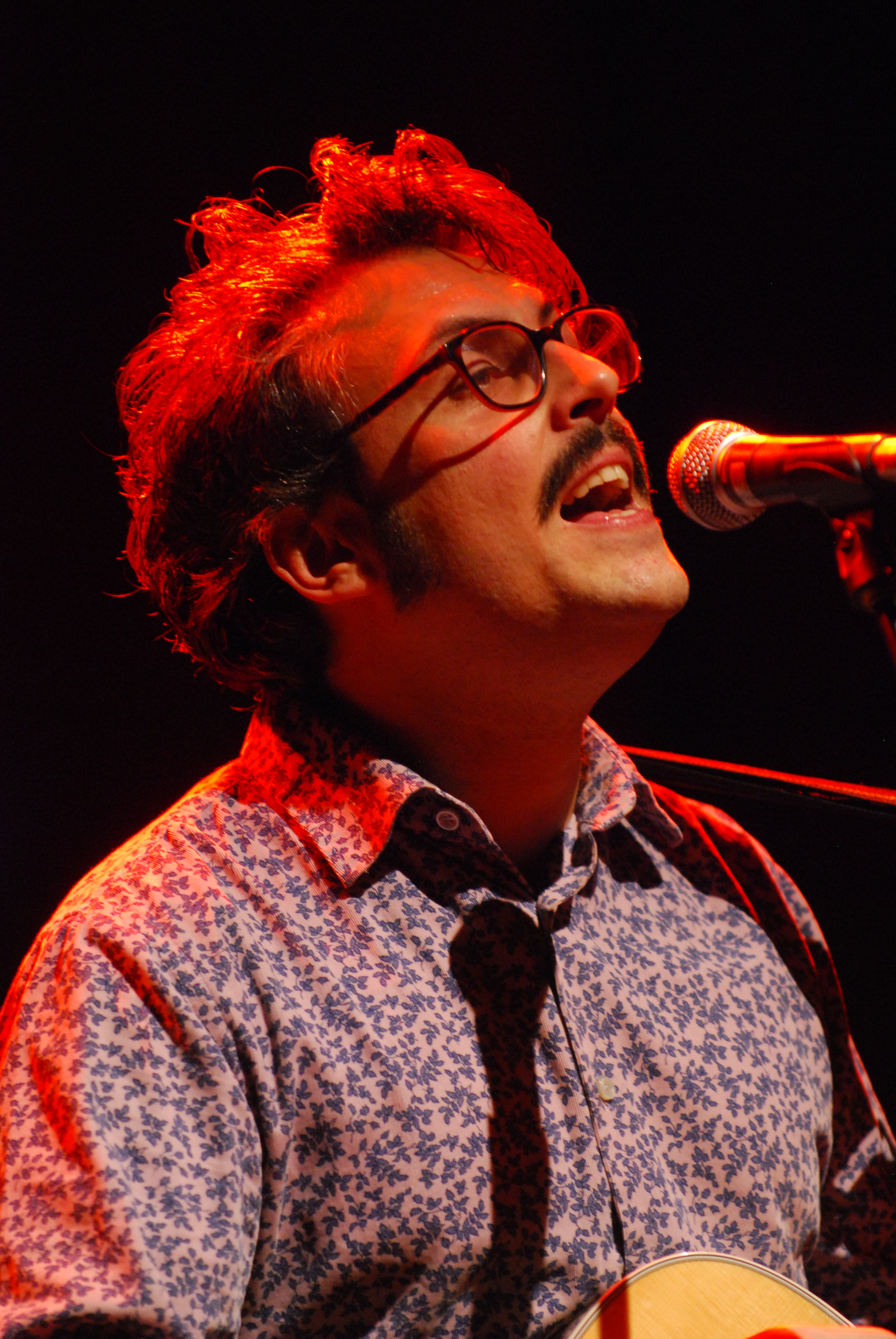
Brunori Sas nel 2011

A due anni esatti da "Vol. 1" pubblica Vol. 2 - Poveri Cristi. In questo lavoro si rivolge a descrivere le storie di vita altrui. Il nuovo disco ha una struttura più articolata, complice l'intervento della band e la partecipazione di Dente e Dimartino. La forma canzone è melodica e all'italiana.
Il disco segna l'ingresso in pianta stabile nella band del violoncellista Stefano Amato e inaugura Picicca Dischi, nuova etichetta discografica che Dario Brunori stesso fonda con Simona Marrazzo e Matteo Zanobini. Nel 2012 uno dei brani, Una domenica notte, ispira il lungometraggio di Giuseppe Marco Albano in cui Dario e l'intera band compaiono anche in un cameo.
Nello stesso anno, Brunori Sas è autore della colonna sonora di È nata una star?, opera cinematografica di Lucio Pellegrini, con protagonisti Rocco Papaleo e Luciana Littizzetto. La colonna sonora è una raccolta di canzoni inedite e di brani strumentali che vanno a formare a tutti gli effetti un nuovo LP, pubblicato sempre da Picicca Dischi nel 2013.
Nel maggio 2012 si è esibito a Musica da bere dove viene premiato con la Targa Artista emergente. Alla carriera di musicista, Brunori affianca in questo periodo quella di produttore artistico. Oltre a quella dei tre album “brunoriani”, è sua anche la produzione artistica dei lavori discografici di Maria Antonietta e Dimartino, primi artisti ingaggiati da Picicca Dischi.
Alla stregua di Groucho Marx, con cui condivide l'amore per la battuta e il nonsense, baffi e occhiali caratterizzano l'immagine di Dario Brunori sin dagli esordi. Proprio per emanciparsi ironicamente da questo stereotipo, nasce nel 2013 il Brunori senza baffi, un tour teatrale in trio, in cui viene riproposto tutto il repertorio dei suoi tre album e alcune cover con un'attitudine più acustica e suggestiva. Il tour è ovunque sold-out e si chiude a settembre 2012.
Ha calcato il palco del Teatro Petruzzelli di Bari per partecipare a Meraviglioso Modugno, evento inaugurale del Medimex, dedicato al compianto cantautore. Caterpillar e Twilight, trasmissioni di Rai Radio 2, utilizzano come contenuti speciali i suoi brani. Suoi featuring sono in brani di Marco Notari, Nicolò Carnesi, i Gatti Mézzi. Nel 2013 ha partecipato al video di Eugenio Finardi Passerà. Nello stesso anno è entrato a far parte del progetto musicale Stazioni Lunari, format che porta la direzione artistica di Francesco Magnelli, in cui divide il palco con la padrona di casa, Ginevra Di Marco, e con artisti quali Cristina Donà, Dente, Simone Cristicchi, Nada, il Coro dei Minatori di Santa Flora, Cisco, Max Gazzè e Enzo Avitabile.
Nel 2013 è comparso in un cameo del film di Marco Caputo e Davide Imbrogno L'attesa girato tra New York ed Altomonte (CS), e nel lungometraggio di Fabrizio Nucci e Nicola Rovito Goodbye Mr. President. Nel 2013 ha collaborato con il rapper cosentino Kiave nel brano Identità.

### 2013-2016:Vol. 3 - Il cammino di Santiago in taxie il tour teatrale

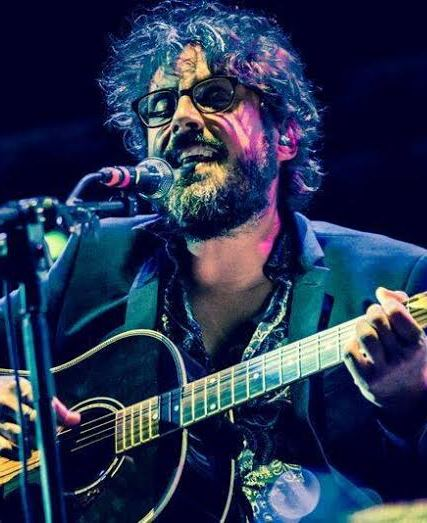
Brunori Sas nel 2015

Nell'ottobre 2013 cominciano le registrazioni del terzo album. Il 16 dicembre seguente vengono comunicati la data e il titolo del terzo album in studio: si tratta di Vol. 3 - Il cammino di Santiago in taxi, pubblicato il 4 febbraio 2014. L'album è stato registrato in un convento di Belmonte Calabro con il produttore giapponese Taketo Gohara. Il 7 gennaio esce il video del primo singolo Kurt Cobain, dedicato al cantante dei Nirvana.
Tra marzo e aprile 2014 il tour nei club Vol. 3 - Il cammino di Santiago in taxi registra il sold-out in tutte le tappe. Vol. 3 - Il cammino di Santiago in taxi esordisce alla quinta posizione nella classifica FIMI di vendite, al secondo posto su ITunes e al primo posto su Spotify come artista più ascoltato. La Brunori Sas viene ufficialmente invitata e partecipa a Roma al Concerto del Primo Maggio. A giugno Ligabue sceglie Brunori Sas come open act per i concerti di Milano (Stadio San Siro) e Roma (stadio Olimpico).
Tra marzo e aprile Brunori Sas porta nei teatri più prestigiosi d'Italia il tour teatrale dal titolo Brunori Srl - una società a responsabilità limitata. Per la prima volta Dario Brunori si è cimentato con uno spettacolo in bilico tra cabaret, teatro canzone e concerto, dove a monologhi intimisti (ma non troppo) si sono alternati i brani del suo repertorio in un set completamente rinnovato e inedito, mutuando la forma della stand-up comedy. Il tour ha registrato quasi sempre il tutto esaurito.
Il 20 maggio 2015 va in onda, in prima TV assoluta, su La EFFE, Una società a responsabilità limitata, un viaggio tra Roma e la Calabria che Dario Brunori ha compiuto con Neri Marcorè. Un racconto che nasce dallo spettacolo teatrale di Dario Brunori e che presenta sullo sfondo i suoi brani più significativi per descrivere ricordi e aneddoti secondo il tema centrale della "responsabilità limitata".
Nel 2015 ha duettato con la cantautrice siciliana Cassandra Raffaele nel brano "La sirena e il marinaio", contenuto nell'album Chagall. Sostiene attivamente numerose campagne sociali: suona a favore dell'UNICEF, di cui diventa ambasciatore calabrese, per Emergency, al Teatro Valle Occupato, al Teatro Coppola di Catania, nella città di Mormanno dopo le devastazioni del terremoto.

### 2016-2019:A casa tutto bene,l'esperienza televisiva conBrunori Sae Sanremo 2019
Nel 2016 Brunori lavoro al nuovo album  A casa tutto bene (Picicca Dischi) che così racconta: Sono canzoni che hanno a che fare con la necessità di affrontare le piccole e grandi paure quotidiane – spiega Brunori – e con la naturale tendenza a cercare un riparo, un rifugio, un luogo in cui sentirsi al sicuro. Il 16 dicembre 2016 viene lanciato il singolo La verità, a cui segue, nello stesso giorno il lancio del nuovo videoclip realizzato da Giacomo Triglia.
A casa tutto bene esordisce il 20 gennaio 2017 piazzandosi alla terza posizione nelle vendite FIMI e al primo posto sulle piattaforme digitali iTunes e Spotify. La stessa FIMI certificherà La verità singolo d’oro e A casa tutto bene disco d’oro. L'11 gennaio 2017 lo speciale su Sky Arte "Brunori Sas - A casa tutto bene" anticipa la pubblicazione del nuovo disco in uscita il 20 gennaio 2017. L'album viene registrato a San Marco Argentano presso la "Masseria Perugini".
L'omonimo tour invernale, partito il 24 febbraio 2017 da Udine ha registrato sold-out in tutte le 18 date in calendario ed è protagonista come gruppo headline al Concerto del Primo Maggio in Piazza San Giovanni a Roma. Il 16 giugno 2017 parte da Padova il tour estivo che toccherà 18 date in Italia. Il 27 luglio 2017 vince il premio "Pimi Speciale" del Mei, il meeting dedicato alla musica indipendente italiana, come miglior artista indipendente dell'anno. Il 1º agosto 2017 la FIMI certifica La verità disco d'oro.
Il 2 settembre 2017 il video del singolo La verità, scritto da Dario Brunori e diretto da Giacomo Triglia, vince il premio "Pivi 2017" del Mei, quale miglior video indipendente dell'anno. Il 1º luglio 2018 la FIMI certifica Canzone contro la paura disco d'oro. Il 13 agosto 2018 la FIMI certifica A casa tutto bene disco di platino. Il 28 giugno 2017 vengono presentati a Roma i nuovi palinsesti Rai e annunciato che Brunori condurrà il programma Brunori Sa, in onda dal 6 aprile in seconda serata su Rai 3. Lo stesso giorno Brunori annuncia il nuovo tour teatrale Brunori a teatro - Canzoni e monologhi sull'incertezza dal febbraio 2018.
Il 6 aprile 2018 è andata in onda in seconda serata su Rai 3 la prima puntata di Brunori Sa, il programma condotto da Dario Brunori che attraverso il racconto in cinque episodi sui desideri, sulle paure e delle apparenti contraddizioni, racconta la generazione dei quarantenni a cui appartiene. Cinque i temi esistenziali: la salute, la casa, il lavoro, le relazioni e Dio. L'8 febbraio 2019 Dario Brunori si esibisce al Teatro Ariston, in occasione della serata dedicata ai duetti del Festival di Sanremo 2019, insieme agli Zen Circus con la canzone L'amore è una dittatura che arriva diciassettesima nella classifica finale.

### 2019-2024:Cip!e il tour nei palazzetti
Il 18 settembre 2019 è uscito il nuovo singolo Al di là dell'amore. Viene inoltre annunciato un tour nei palazzetti a partire da marzo 2020, mentre il 27 settembre successivo viene pubblicato il videoclip di Al di là dell'amore, scritto da Dario Brunori e diretto da Giacomo Triglia. Il singolo anticipa l'uscita del quinto album in studio del cantautore, intitolato Cip!, annunciato dallo stesso Brunori il 4 dicembre 2019 tramite un post sul suo profilo Instagram e in uscita il 10 gennaio 2020 per l'etichetta Island Records. Spiega così il titolo il cantautore: "Il pettirosso ispira tenerezza ma è anche fiero e combattivo. Il titolo onomatopeico vuole lasciare uno spazio all’ascoltatore per dare la propria interpretazione e, da parte mia, l’idea del sentire un suono e una voce e non solo il concentrarsi sulle parole". 
Viene inoltre annunciata per il 13 dicembre 2019 la pubblicazione del secondo singolo estratto dall'album, Per due che come noi, in contemporanea con il videoclip diretto dal regista Duccio Chiarini. Il 9 marzo 2020 la FIMI certifica Cip! disco d'oro per le oltre 25 000 copie vendute. L'8 giugno la FIMI certifica disco d'oro Per due che come noi per le oltre 35 000 copie vendute; nel 1º febbraio 2021 anche Al di là dell'amore diventa disco d'oro per le oltre 35 000 copie vendute.

### 2021:Baby Cip!
Il 10 dicembre 2021 Dario Brunori pubblica il suo album devozionale dedicato a Fiammetta, la sua primogenita. Un progetto speciale che riprende i titoli del precedente Cip! rivisitandolo in acustico con strumenti a percussione intonata e strumenti a fiato nonché strumenti a corda che creano il clima caldo delle ninne nanne.
Tutti gli 11 brani riproducono la stessa sequenza dei brani pubblicati nel suo quinto album con l'aggiunta di voci infantili e di animali che mirano ad incantare l’attenzione dei bambini riproducendo atmosfere fiabesche. Il ricavato delle vendite è finalizzato all'acquisto di attrezzature per il reparto di neonatologia dell’ospedale di Cosenza. Nel 2021 è presente un suo featuring nei brani: La violenza della luce di Gianluca de Rubertis e Povero cuore di Mobrici, ex cantante dei Canova.

### 2022-2024:Cheap!
A due anni esatti di distanza dall'uscita di Cip!, Dario Brunori l'11 gennaio 2022 pubblica l'EP Cheap!, una raccolta di cinque canzoni casalinghe, scritte e registrate in una settimana nel dicembre 2021, con strumentazione scarna e approccio da "buona la prima". Si tratta quindi essenzialmente di un divertissement, nato dalla voglia di realizzare qualcosa di leggero (visti i tempi gravi), sia nel "cosa" che nel "come". Un cotto e mangiato che affronta tematiche attuali, ma con un approccio che esce dalla dinamica "sacrale", lunga e a tratti pallosa che connota la realizzazione dei dischi ufficiali.
L'uscita di Cheap!, prodotto insieme al suo batterista Massimo Palermo, è stata preceduta di qualche ora da un'anteprima live sulle piattaforme social, in cui Brunori ha fatto ascoltare le cinque canzoni al pubblico nell'attimo esatto in cui queste sono state registrate. Il video delle registrazioni è stato girato e montato dal regista e videomaker Giacomo Triglia. In Yoko Ono, prima traccia dell'ep, è presente un piccolo cameo del regista Duccio Chiarini, che presta la voce nell'introduzione della canzone. Nel 2023 fa un cammeo nel varietà Aurora Leone. Una famiglia a pretesto. Il 13 febbraio 2024 è ospite del podcast Tintoria con Daniele Tinti e Stefano Rapone, mentre il 7 novembre del podcast Porecast con Giacomo Poretti.

### 2024-presente:L'albero delle nocie Festival di Sanremo 2025
Il 18 settembre 2024 pubblica il singolo La ghigliottina, che conferma il sodalizio con Riccardo Sinigallia, produttore artistico del brano, col quale Dario Brunori aveva già collaborato nel brano La vita com'è. Il 14 novembre pubblica, per la Island, il singolo Il morso di Tyson.
Nel febbraio 2025 partecipa per la prima volta come concorrente al Festival di Sanremo con il brano L'albero delle noci, classificandosi al terzo posto al termine della manifestazione. Durante la settimana del festival, il 14 febbraio, viene pubblicato l'omonimo album L'albero delle noci, composto da dieci tracce che segnano un ritorno a una dimensione intima e riflessiva. Questo progetto discografico viene prodotto in collaborazione con Riccardo Sinigallia. Il 18 aprile esce il singolo Per non perdere noi, seguito il 30 maggio dal singolo Più acqua che fuoco.

## Vita privata
Dario Brunori è legato sentimentalmente a Simona Marrazzo, collaboratrice nei suoi stessi lavori discografici e co-fondatrice della casa discografica Picicca Dischi. La coppia ha avuto una figlia, Fiammetta (nata nell'ottobre del 2021), a cui sono dedicati tanto l'album Baby Cip!, versione strumentale di Cip!, composta da ninne nanne per bambini e pubblicata nel dicembre dello stesso anno quanto la canzone L'albero delle noci.
Grande appassionato di calcio, Brunori è profondamente legato a due squadre: il Cosenza, squadra della sua città, e soprattutto la Juventus.

## Discografia

### Da solista

#### Album in studio
- 2009 – Vol. 1
- 2011 – Vol. 2 - Poveri Cristi
- 2014 – Vol. 3 - Il cammino di Santiago in taxi
- 2017 – A casa tutto bene
- 2020 – Cip!
- 2025 – L'albero delle noci

#### Colonne sonore
- 2012 – È nata una star?
- 2018 – L'ospite
- 2020 – Odio l'estate
- 2022 – Il grande giorno

### Con i Blume

#### Album in studio
- 2006 – In tedesco vuol dire fiore

## Filmografia

### Cinema
- L'attesa (2013), regia di Davide Imbrogno e Marco Caputo
- Goodbye Mr. President (2013), regia di Fabrizio Nucci e Nicola Rovito

### Videoclip
- Passerà di Eugenio Finardi (regia di Giacomo Triglia)

## Programmi televisivi
- Brunori Sa (Rai 3, 2018)

## Doppiaggio
- White Rabbit in Gino il Pollo perso nella rete

## Tour ed eventi

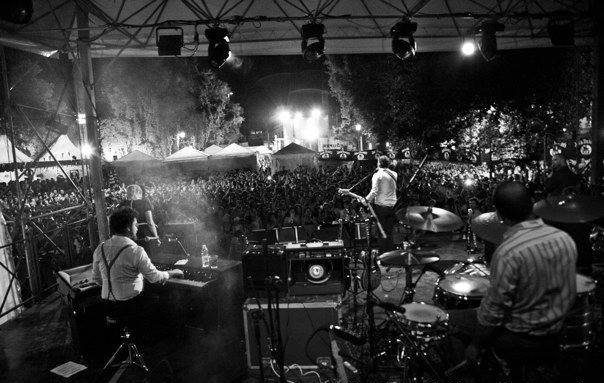
Brunori Sas in concerto a Roma nel 2012

### Tournée
- 2011 – Brunori Sas tour estivo
- 2014 – Il cammino di Santiago in tour
- 2015 – Brunori Srl tour
- 2017/18 – Brunori Sas: A casa tutto bene tour
- 2021/22 – Brunori Sas tour 2022
- 2025 – Brunori Sas tour 2025

### Eventi
- Stazioni Lunari, di Francesco Magnelli, Brunori Sas con Ex-C.S.I., Carmen Consoli e Max Gazzè. Auditorium Parco della Musica, Roma (2012)

## Formazione dal vivo
- Dario Brunori – voce, chitarra, pianoforte (2009-presente)
- Simona Marrazzo – cori, percussioni, sintetizzatore (2009-presente)
- Dario Della Rossa – tastiere (2009-presente)
- Massimo Palermo – batteria (2009-presente)
- Mirko Onofrio – sassofono, clarinetto, flauto, vibrafono, cori (2009-presente)
- Stefano Amato – violoncello, basso elettrico, chitarra elettrica, mandola, mandolino (2010-presente)
- Lucia Sagretti – violino (2014-presente)

## Riconoscimenti
- 2009 – Premio Ciampi, Miglior debutto discografico dell'anno con l'album Vol.1[7]
- 2010 – Premio Siae / Club Tenco, Premio Autore emergente[80]
- 2011 – Premio MEI, Miglior Live[81][82]
- 2015 – Premio Lunezia Indie-Pop, per il valore musical letterario dell'album Vol. 3 - Il cammino di Santiago in taxi[83][84]
- 2017 – Targa Tenco, La verità migliore canzone singola[85]
- 2017 – Premio Pimi Speciale MEI, Miglior artista indipendente dell'anno[48]
- 2017 – Premio Pivi MEI, La verità miglior video indipendente dell'anno[50]
- 2018 – Rockol Awards, A casa tutto bene miglior disco dell'anno[86]
- 2018 – Premio Amnesty International Italia, L'uomo nero miglior brano sui diritti umani[87]
- 2020 – Nastro d'argento alla migliore colonna sonora per Odio l'estate[88]
- 2020 – Ciak d'oro, Migliore colonna sonora per Odio l'estate[89]
- 2020 – Targa Tenco, Migliore album in assoluto con Cip![90]
- 2024 – SIAE Music Awards alla Miglior colonna sonora - Film streaming per Il grande giorno[91]
- 2025 – Premio "Sergio Bardotti" per il miglior testo del 75º Festival di Sanremo: L'albero delle noci[92]